# Psychoda tothastica
Psychoda tothastica és una espècie d'insecte dípter pertanyent a la família dels psicòdids que es troba als Estats Units (Florida i Texas) i Mèxic (incloent-hi la península de Yucatán).